# Dirk Werle
Dirk Werle (* 18. Februar 1975 in Bonn) ist ein deutscher Germanist, Literaturwissenschaftler und Hochschullehrer an der Ruprecht-Karls-Universität Heidelberg.

## Leben
Werle studierte ab 1995 Germanistik, Latinistik und Philosophie an den Universitäten Freiburg, Pisa und der Humboldt-Universität zu Berlin (HU Berlin). 2001 schloss er seine Studien mit dem Erwerb des Magistertitels in den Fächern Neuere deutsche Literatur, Latein und Philosophie ab. 2005 wurde er von der HU Berlin mit einer literaturwissenschaftlichen Arbeit zum Dr. phil. promoviert. Anschließend arbeitete er als wissenschaftlicher Mitarbeiter am Berliner Forschungsprojekt „Logik und Hermeneutik um 1600“ mit. Nach einer Tätigkeit an der Universität Siegen war Werle ab 2006 als wissenschaftlicher Mitarbeiter an der Universität Leipzig tätig. Dort habilitierte er sich 2012 für die Fächer Neuere deutsche Literatur und Allgemeine Literaturwissenschaft.
Es folgten Lehrstuhlvertretungen an der Universität Jena und der HU Berlin. 2015 nahm Werle unter Ablehnung eines Rufes der RWTH Aachen einen Ruf der Universität Heidelberg an, wo er seitdem den Lehrstuhl für Neuere deutsche Literatur mit dem Schwerpunkt frühe Neuzeit innehat.
Werle ist verheiratet und Vater von zwei Kindern (* 2011 und * 2015).

## Forschung und Schriften (Auswahl)
Werles Forschungsschwerpunkte liegen in den Bereichen Literaturgeschichte der frühen Neuzeit, Wissen und Literatur, Lyrik, epische Versdichtungen.
- Copia librorum. Problemgeschichte imaginierter Bibliotheken 1580–1630. De Gruyter, Berlin 2007, ISBN 978-3-484-36619-0 (Dissertation).
- Ruhm und Moderne. Eine Ideengeschichte (1750–1930). Klostermann, Frankfurt am Main 2014, ISBN 978-3-465-03850-4 (Habilitationsschrift).